# Ephesia hampsoni
Ephesia hampsoni är en fjärilsart som beskrevs av Clayton Dissinger Mell. Ephesia hampsoni ingår i släktet Ephesia och familjen nattflyn. Inga underarter finns listade i Catalogue of Life.